# Alpinia jingxiensis
Alpinia jingxiensis är en enhjärtbladig växtart som beskrevs av Ding Fang. Alpinia jingxiensis ingår i släktet Alpinia och familjen Zingiberaceae. Inga underarter finns listade i Catalogue of Life.